# جربارة لينية
جربارة لينية (الاسم العلمي:Gerbera linnaei) هي نوع من النباتات تتبع جنس الجربارة من الفصيلة النجمية.